# إيفان جيمس (لاعب كريكت)
إيفان جيمس (بالإنجليزية: Evan James)‏ (10 مايو 1918 في المملكة المتحدة - 1989 في المملكة المتحدة) هو لاعب كريكت بريطاني. لعب مع نادي مقاطعة غلاموركن للكريكت ‏.

## وصلات خارجية
- إيفان جيمس على موقع إي آس بي آن كريك إنفو (الإنجليزية)